# Mookwungwahoki
Mookwungwahoki /= eye pain/, jedna od podgrupa Unami Indijanaca (Sultzman), rase Delaware. Prema Morganu oni su treći na popisu od dvanaest nižih klanova klana Pullaook ili Puran (Turkey), u koje još pripadaju (1) Moharala (big bird);(2) Lelewayou (bird's cry);(4) Mooharmowikarnu (scratch the path); (5) Opinghoki (opossum ground); (6) Muhhowekaken (old shin); (7) Tongonaoto (drift log); (8) Noolamarlarmo (living in water); (9) Muhkrentharne (root digger); (10) Muhkarmhukse (red face); (11) Koowahoke (pine region); i (12) Oochukham (ground scratcher).